# Indulgensförklaringen

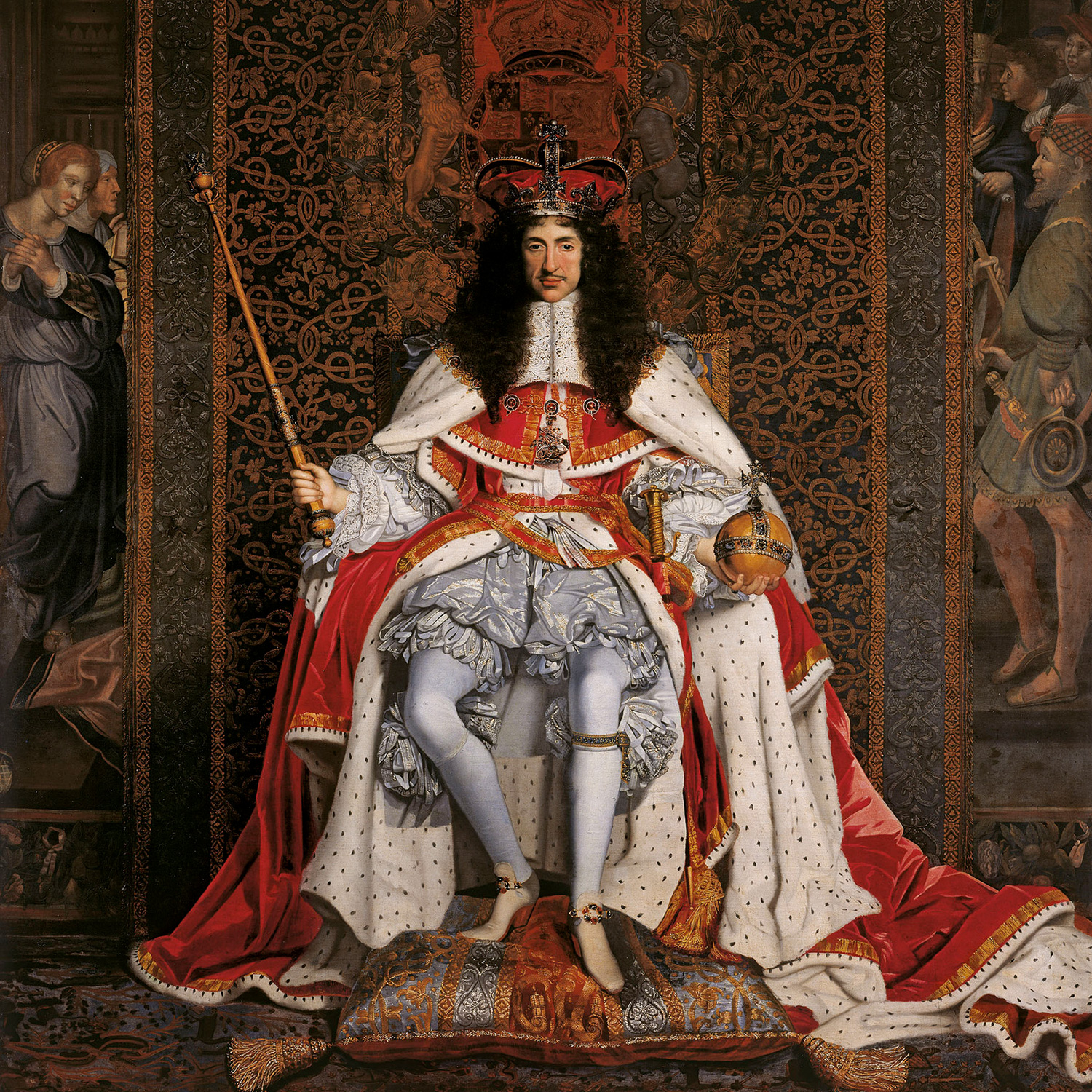
Karl II av England, målad i full kröningsskrud av John Michael Wright.

Indulgensförklaringen, Declaration of Indulgence, är namnet på det toleransedikt som kung Karl II av England utfärdade 1672. Förklaringen upphävde de kyrkliga strafflagarnas verksamhet mot dissenter. År 1673 tvingade parlamentet kungen att ta tillbaka förklaringen eftersom man misstänkte att kungen försökte gynna företrädesvis katoliker att kunna utöva sin tro utan konsekvenser. År 1687 utgav brodern Jakob II en ny deklaration av liknande slag, något som bidrog till de spänningar som ledde fram till ärorika revolutionen 1688.